# Zahnradphänomen
Das Zahnradphänomen bezeichnet ein klinisches Zeichen, das bei verschiedenen extrapyramidalen Erkrankungen, insbesondere den Parkinson-Syndromen, vorkommen kann. Es tritt im Rahmen eines erhöhten Muskeltonus (Rigor) auf. Dabei kommt es zu einem ruckartigen Nachgeben des Muskeltonus bei passiver Bewegung einer Extremität. Die Extremität lässt sich nur abgehackt (sakkadierend) gegen einen erhöhten Widerstand bewegen, so als würde sie über ein Zahnrad gezogen werden.
Das Vorhandensein eines Zahnradphänomens wird in der klinischen Praxis vor allem am Hand- und am Ellbogengelenk untersucht.